# Avenue of Stars
L'Avenue of Stars era la versione londinese del Hollywood Walk of Fame. Aprì nel 2005 con cento nomi.

## Lista di persone o gruppi di star dell'Avenue of Stars a Londra
| - Alfred Hitchcock - The Beatles - The Sex Pistols - Trevor McDonald - Maggie Smith - Coronation Street - Richard Attenborough - Charles Chaplin - Ant & Dec - Victoria Wood - Cliff Richard - Gracie Fields - Christopher Lee - Cary Grant - Hugh Grant - John Mills - Alec Guinness - Rex Harrison - Bob Geldof - Laurence Olivier - The Rolling Stones - Glenda Jackson - Peter Ustinov - Nicole Kidman - Michael Palin - Cilla Black - Julie Walters - Frankie Howerd - Ian McKellen - Ralph Richardson - David Frost - Peter O'Toole - Alan Whicker - John Gielgud - Tony Hancock - Peggy Ashcroft - David Bowie - The Bee Gees - Pink Floyd - Shirley Bassey - Edith Evans - Ken Dodd - Tommy Cooper - Benny Hill - Stan Laurel - Lenny Henry - Eric Sykes - Edna Everage - Harry Secombe - The Two Ronnies - John Cleese - Thora Hird |  | - Arthur Lowe - Leonard Rossiter - Paul Eddington - Chris Tarrant - John Thaw - Robbie Coltrane - Sean Connery - Judi Dench - Michael Caine - Jimmy Page - Margot Fonteyn - Anthony Hopkins - Julie Andrews - Charles Laughton - Queen - Robbie Williams - Errol Flynn - Michael Gambon - Noël Coward - Richard Briers - Alan Bates - Bob Hope - The Kinks - Vera Lynn - Brenda Blethyn - Peter Cook - Les Dawson - Rowan Atkinson - Peter Sellers - Bruce Forsyth - Spike Milligan - David Jason - Ricky Gervais - Albert Finney - Morecambe and Wise - Diana Rigg - Nigel Hawthorne - Kenneth Branagh - David Niven - Kiri Te Kanawa - Roger Moore - Elizabeth Taylor - Billy Connolly - Richard Burton - Alan Bennett - Dirk Bogarde - Alicia Markova - Helen Mirren - Yehudi Menuhin - Eric Clapton - Tom Jones |